# Novomîkolaiivka, Veselînove
Novomîkolaiivka (în ucraineană Новомиколаївка) este un sat în așezarea urbană Kudreavțivka din raionul Veselînove, regiunea Mîkolaiiv, Ucraina.

## Demografie
Componența lingvistică a localității Novomîkolaiivka
     Ucraineană (93,48%)
     Rusă (6,52%)
Conform recensământului din 2001, majoritatea populației localității Novomîkolaiivka era vorbitoare de ucraineană (93,48%), existând în minoritate și vorbitori de rusă (6,52%).